# Menifee (Kalifornia)
Menifee város az USA Kalifornia államában, Riverside megyében. Lakosainak száma 102 527 fő (2020. április 1.).

## Népesség
A település népességének változása:

| 2010 | 77 519  |
| 2020 | 102 527 |